# Le Maçon
Le Maçon è un'opéra comique in 3 atti di Daniel-François-Esprit Auber, su libretto di Eugène Scribe e Germain Delavigne. La prima rappresentazione ebbe luogo il 3 maggio 1825 all'Opéra-Comique, alla Salle Feydeau di Parigi.
Il lavoro di Auber rimase in repertorio dal 1825 a 1896 e fu rappresentato 525 volte. Venne tradotto in tedesco, danese, svedese, polacco, ceco e ungherese. Fu messo in scena a New York (1827) e a Rio de Janeiro (1846). In Germania, l'opera è considerata la più popolare tra quelle di Auber dopo Fra' Diavolo.
La storia - che dura una sola notte, dal tramonto all'alba - si svolge a Parigi nel 1788. Il primo e l'ultimo atto sono ambientati a St. Antoine, un sobborgo della capitale francese, il secondo nel palazzo dell'ambasciatore turco a Parigi.

## Trama

### Primo atto
Il pergolato di un'osteria a St. Antoine domina Parigi. È ormai sera ma c'è ancora una po' di luce: Roger canta una serenata per i suoi ospiti, la canzone dell'artigiano.
L'ufficiale Léon de Mérinville rivela che Roger, anni prima, gli ha salvato la vita e che lui, adesso, gli ha dato il denaro necessario per sposarsi. Quando la compagnia si scioglie e ognuno torna a casa, due figure incappucciate scivolano nell'ombra. Sono incaricate di rapire un muratore e un fabbro. Vedendo gli abiti di Roger, lo identificano per un artigiano e lo rapiscono.

### Secondo atto
Un salone del palazzo dell'ambasciatore turco a Parigi. La greca Irma, che appartiene alle schiave di Abdullah, spera che l'amato Léon la porti alla libertà. Due servitori muti (i rapitori) portano dentro Roger legato e imbavagliato. Dopo averlo sciolto, gli viene ordinato di costruire un muro e al suo amico, il fabbro Baptiste, preso pure lui, di fabbricare una catena. Poco dopo, nel salone appare Léon che è entrato nel palazzo per liberare l'amata Irma. Il suo piano, però, fallisce e la punizione, per lui e per Irma, sarà quella di essere murati vivi su ordine di Abdullah.
Roger si rende conto con orrore che la vittima sarà proprio l'amico Léon. Si accinge quindi a completare il lavoro cantando la canzone dell'artigiano, insistendo sul ritornello Coraggio, non disperate! Amici fedeli vi sono vicini.

### Terzo atto
Quartiere di St. Antoine al sorgere del sole. Henrietta cerca disperatamente il marito Roger, scomparso la sera prima. Arrivano altre donne che l'aiutano nella ricerca. Una di queste è la signora Bertrand. Henriette trova finalmente il marito in casa, dopo che è stato liberato dai suoi rapitori. Viene avvisata la polizia che riesce a salvare Léon e Irma. Anche Baptiste torna a casa, in tempo per vedere tutta la compagnia libera e in salvo.

## Cast della prima
- Louis-Antoine-Eléonore Ponchard: Roger
- Vizentini: Baptiste
- Lafeuillade: Léon de Mérinville
- Mme Félicité Pradher: Irma
- Darancourt:
- Henri: Rica
- Mme Antoinette-Eugènie Rigaud: Henriette
- Mme Marie-Julienne Boulanger: Mme Bertrand, una vicina di Henriette
- Mlle Jenny Colon: Zobéide, compagna di Irma
- Belnie: ospite al matrimonio

## Versione tedesca
Nella versione tedesca, l'opera prese il titolo di Maurer und Schlosser. Il libretto in francese venne tradotto in tedesco da Friederike Ellmenreich e Johann Gabriel Seidl insieme a Karl August Ritter, Louis Angely e Karl August von Lichtenstein. L'opera tradotta venne presentata il 19 marzo 1926 alla Berliner Hofoper.